# Peremîslovîci, Sokal
Peremîslovîci (în ucraineană Перемисловичі) este un sat în comuna Jujeleanî din raionul Sokal, regiunea Liov, Ucraina.

## Demografie
Componența lingvistică a localității Peremîslovîci
     Ucraineană (99,81%)
     Alte limbi (0,19%)
Conform recensământului din 2001, majoritatea populației localității Peremîslovîci era vorbitoare de ucraineană (99,81%), existând în minoritate și vorbitori de alte limbi.